# Rimogne

Rimogne este o comună în departamentul Ardennes din nordul Franței. În 1 ianuarie 2022 avea o populație de 1.328 de locuitori.